# Ville Tuscolane

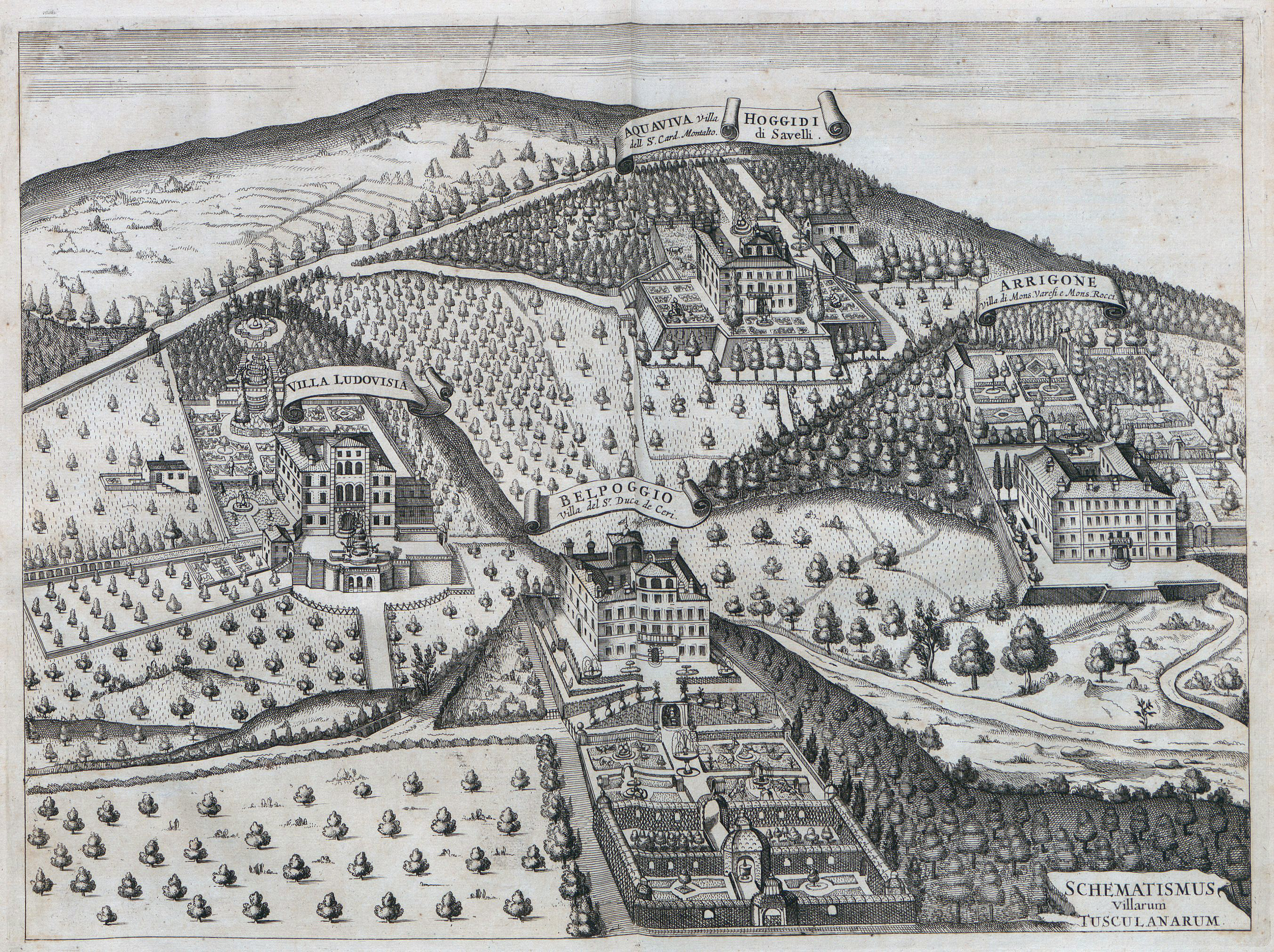
Ville Tuscolane, illustrazione in Athanasius Kircher, Latium (1671)

Le Ville Tuscolane sono un insieme di dodici ville nell'area dei Castelli Romani.

## Storia
Già nell'antichità classica membri dell'aristocrazia romana eressero proprie ville presso Tusculum, ai piedi dell'omonimo monte, apprezzandone la vicinanza all'Urbe e il clima mite e piacevole. Dal Rinascimento in poi, l'area fu nuovamente interessata da una rifioritura delle ville: difatti la nobiltà dello Stato Pontificio, richiamata dalle medesime attrattive, elesse l'area a luogo di villeggiatura.
Da iniziali case di campagna circondate da terre coltivate e da boschi, esse divennero veri e propri palazzi signorili, frutto dell'impegno dei più valenti architetti ed artisti del XVI e XVII secolo. Esse si legano all'impostazione della villa romana di età imperiale come luogo di ritrovo e meditazione, con l'utilizzo del ninfeo come apparato decorativo dell'assetto del giardino del castello. L'intuizione che l'acqua poteva essere fonte di diletto, unita alla scultura ed alla scenografia architettonica, propose nuovi atteggiamenti e tendenze stilistiche realizzati attraverso svariate tipologie costruttive. Le scuole classicista, cortonesca e barocca, sia in pittura che in scultura, ebbero nelle Ville Tuscolane il luogo per la loro espressione sia all'interno del palazzo-castello che all'esterno, nel circostante giardino.
Le ville oggi ricadono nel territorio dei tre comuni di Frascati, Monte Porzio Catone e Grottaferrata, tutti confinanti tra loro e siti nella città metropolitana di Roma Capitale. Esse sono giunte quasi tutte intatte al XXI secolo, con alcune eccezioni: gli edifici principali di Villa Vecchia a Monte Porzio Catone e Villa Sciarra a Frascati andarono distrutti durante la II guerra mondiale e quelli attuali sono ricostruzioni. Identica sorte toccò a Villa Torlonia a Frascati, anche se il suo parco sopravvisse mantenendo la sistemazione originaria e oggi è adibito a giardino comunale.
Nel 1992 l'amministrazione regionale del Lazio fondò l'Istituto Regionale Ville Tuscolane (IRVIT), ente pubblico per la promozione delle Ville Tuscolane. Nel 2006 le dieci ville superstiti sono state ufficialmente iscritte nella lista dei candidature italiane alla lista dei patrimoni dell'umanità sotto il nome di Ville della nobiltà pontificia nel Lazio, assieme ad altri cinque beni.

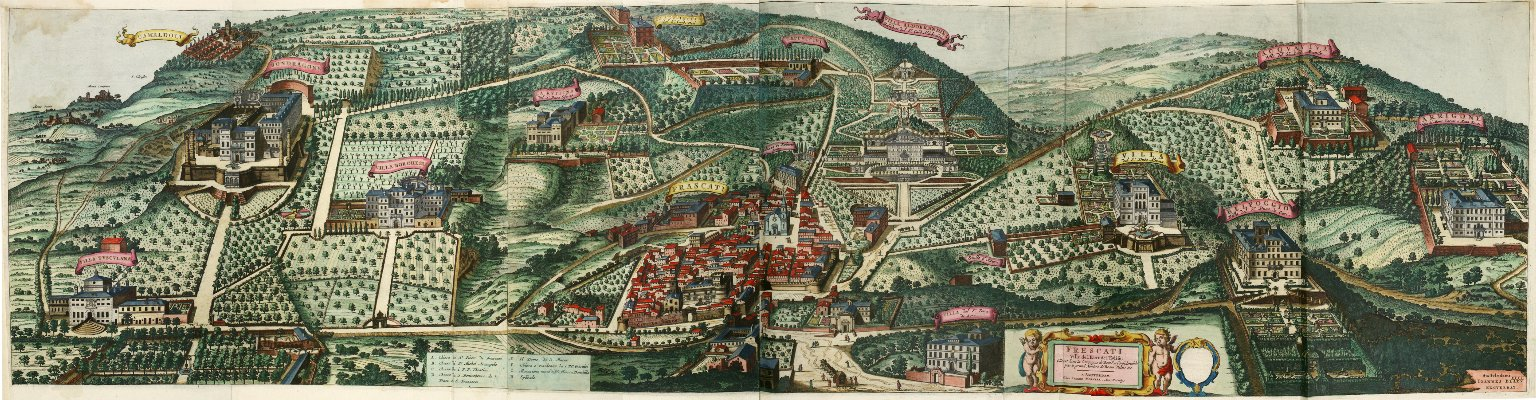
Incisione di Matteo Greuter rappresentante Frascati e le ville tuscolane (1620)

## Elenco delle ville
| Immagine | Nome               | Proprietà attuale                                                                 | Comune              | Coordinate                  |
| -------- | ------------------ | --------------------------------------------------------------------------------- | ------------------- | --------------------------- |
|          | Villa Aldobrandini | Privata (famiglia Aldobrandini)                                                   | Frascati            | 41°48′12.35″N 12°41′00.96″E |
|          | Villa Falconieri   | Pubblica (di proprietà demaniale, è concessa in uso all'Accademia Vivarium Novum) | Frascati            | 41°48′25.92″N 12°41′21.3″E  |
|          | Villa Lancellotti  | Privata (famiglia Lancellotti)                                                    | Frascati            | 41°48′23.4″N 12°40′59.88″E  |
|          | Villa Sciarra      | Pubblica (istituto comprensivo Villa Sciarra)                                     | Frascati            | 41°48′15.84″N 12°40′22.8″E  |
|          | Villa Sora         | Privata (Collegio Salesiano Villa Sora)                                           | Frascati            | 41°48′35.35″N 12°40′13.76″E |
|          | Villa Torlonia     | Pubblica (comune di Frascati)                                                     | Frascati            | 41°48′12.96″N 12°40′45.37″E |
|          | Villa Tuscolana    | Privata (hotel)                                                                   | Frascati            | 41°48′11.88″N 12°41′22.92″E |
|          | Villa Mondragone   | Pubblica (Università degli Studi di Roma Tor Vergata)                             | Monte Porzio Catone | 41°48′32.8″N 12°41′48.8″E   |
|          | Villa Parisi       | Privata (famiglia Parisi)                                                         | Monte Porzio Catone | 41°48′36″N 12°41′27.6″E     |
|          | Villa Vecchia      | Privata (hotel)                                                                   | Monte Porzio Catone | 41°48′49.61″N 12°41′36.54″E |
|          | Villa Grazioli     | Privata (hotel)                                                                   | Grottaferrata       | 41°47′59.11″N 12°39′52.89″E |
|          | Villa Muti         | Privata                                                                           | Grottaferrata       | 41°48′06.12″N 12°40′21.36″E |